# Guéni
Guéni er et af de fire departementer, som udgør regionen Logone Occidental i Tchad.
8°58′34″N 15°47′30″Ø / 8.9761°N 15.7918°Ø